# Juan Ramón Jiménez
Juan Ramón Jiménez Mantecón (Moguer, 23 de dezembro de 1881 — San Juan, 29 de maio de 1958) foi um poeta espanhol. Por sua oposição ao regime franquista foi obrigado a exilar-se nos EUA, no ano de 1936. Recebeu o Nobel de Literatura de 1956. 
Sua obra teria grande influência sobre a poesia de vanguarda espanhola, a chamada geração de 1927, a qual incluía Federico Garcia Lorca e Rafael Alberti.

## Poesia
Ainda que mais velho que os poetas de 1927 e pertencente a uma geração anterior de poetas, Jiménez uniu-se aos autores da dita vanguarda espanhola, sendo considerado um mestre de muitos deles, como Jorge Guillén.
Sua obra começa oficialmente em 1908 com influências de Gustavo Adolfo Bécquer, do Simbolismo francês, do Decadentismo de Walter Pater e do Modernismo castelhano de Rubén Darío; sua obra mais popular desta fase, na Espanha, no entanto, é "Platero y yo", de 1914, um livro de poesia em prosa.
A partir de 1916, Jiménez passa por uma mudança na sua produção poética, sofrendo influência de poetas de língua inglesa, como William Blake, Emily Dickinson, Yeats e Shelley, se unindo a um grupo de pensadores e artistas espanhóis que é classificado como "Novecentismo", uma geração pré-vanguardista. Desta fase, o livro mais importante e inovador é "Diario de un poeta recién-casado", de 1916, aquele que na sua obra o aproximaria da vanguarda de língua espanhola. A partir de 1919, com "Piedra y cielo" o poeta passa a explorar o tema da criação poética como atividade, o poema como uma obra de arte e o poeta como um deus-criador de um universo novo, ideias centrais do Criacionismo de Vicente Huidobro.
A partir de 1937, o poeta entra em uma nova fase, com seu exílio, na qual se torna místico e passa a buscar por Deus, um período que culmina com a morte de sua esposa, depressão profunda do autor e sua morte três anos após a morte da esposa.
Encontra-se sepultado no Cemitério de Jesus, Moguer, Andaluzia na Espanha.

## Obra
- Almas de violeta, 1900
- Ninfeas, 1900
- Rimas, 1902
- Arias tristes, 1903
- Jardines lejanos, 1904
- Elejias puras, 1908
- Elejias intermedias, 1909
- Las hojas verdes, 1909
- Elejias lamentables, 1910
- Baladas de primavera, 1910
- La soledad sonora, 1911
- Pastorales, 1911
- Poemas majicos y dolientes, 1911
- Melancolía, 1912
- Laberinto, 1913
- Platero e eu - no original Platero y yo, (Edición reducida)1914
- Estio, 1916
- Sonetos espirituales, 1917
- Diario de un poeta recién casado, 1917
- Platero y yo, (edición completa) 1917
- Eternidades, 1918
- Piedra y cielo, 1919
- Segunda antolojia poética, 1922
- Poesía, 1923
- Belleza, 1923
- Cancìon, 1935
- Voces de mi copla, 1945
- La estación total, 1946
- Romances de Coral Gables, 1948
- Animal de fondo, 1949

## Retratos de Juan Ramón Jiménez
O desenho mais antigo de Juan Ramón Jiménez deve-se a Ricardo Baroja. Retrataram-no a óleo Emilio Sala, Joaquín Sorolla e Manuel Cruz; Daniel Vázquez Díaz desenhou-o duas vezes e retratou-o uma a óleo. Incansável na sua vaidade já na sua maturidade voltou-o a retratar a óleo Joaquín Sorolla, e depois Juan de Echevarría e Juan Bonafé (1927). Nos seus últimos anos foi desenhado por Władysław Jahl e Esteban Vicente.